# Juan José Pardo Pérez
Juan José Pardo Pérez fou un polític valencià del segle xix, diputat a les Corts Espanyoles durant la restauració borbònica. Fou elegit diputat del Partit Liberal pel districte de Llíria a les eleccions generals espanyoles de 1893.